# KTVワイドニュース
『KTVワイドニュース』は、関西テレビにて1982年4月1日から2005年4月1日まで放送されたお昼の（一部関西ローカル）ニュース番組である（『FNNニュースレポート11:30』→『FNNスピーク』の関西ローカル差し替えタイトル）。

## 概要
従来はフジテレビが11:50から10分間に放送していた『サンケイテレニュース』であり、関西テレビでも同タイトルで放送していた。この番組が11:30-12:00の30分間に放送枠を拡大し、『FNNニュースレポート11:30』という名称に変更すると同時に関西テレビでは本タイトルでの放送を開始。フジテレビが1987年10月1日に同番組のタイトルを『FNNスピーク』に変更した後も、長年この名称で放送してきた。
テーマ音楽やCM前に流されるジングルは、開始当初からフジテレビとは違うものを使用していたが、1992年4月1日から1997年3月29日迄の間のみ、『FNNスピーク』と同一のテーマ音楽（作曲：服部克久）が使用されていた。ただし、こちらはフジテレビ送出分と若干キーが異なっていた。
なお、2005年4月4日の放送分から、番組の名称が『FNNスピーク KTV』に変更となり（のちにKTV表記は外れる）、この番組を放送する全てのFNN系列局でのタイトルが同一となった（ただし、テレビ宮崎もFNNに加盟しているが、この時間はクロスネットの関係でテレビ朝日の『ANNニュース』を放送する関係上、『FNNスピーク』の放送は行っていない）。これに関連して、東京からの全国ニュースの挨拶も、2007年8月から「○曜日のお昼のニュースです。」（一時期司会者の紹介も）とされていたのを「○月○日、○曜日のスピークです。」と変更された。

## CG・タイトルロゴ・テーマ音楽
- 初代：1982.4.1 - 1989.3.31（ニュートンファミリー『Sound Of Summer』）
  - オープニングは20秒。白テロップで、局ロゴが一字ずつ、その後「ニュース」が表示される。その後局ロゴが左上にワイプし、間に「ワイド」が入ってきて、最後に「FNN」ロゴが右下に入る。「ワイド」の字が「ニュース」よりも幅が広いのが特徴。このタイトルロゴはエンディングでも四代目OPの時期まで使われ続けている。
  - エンディングは5秒のみ。上部にタイトルロゴ（「KTVワイドニュース/終」）、下部にスポンサーという一体型。テーマ音楽はなく提供コメントのみ。
- 二代目：1989.4.3 - 1992.3.31（Newton Family『Sound Of Summer』、テーマ曲は初代と同一）
  - オープニングは20秒、CGが導入された。銀色の「WIDE NEWS」が一字ずつ入ってきて弧を描きつつ右上に去ると、金色の「KTV」「ニュース」がズームインする。その後「ニュース」が下にワイプし、間に「ワイド」が収まる（少々縮んだ格好でワイプし、間に入った所で広がる）。最後に「WIDE NEWS」が「ワイド」と「ニュース」の間に入ってくる。タイトルロゴが消えた後、自社送出でネットスポンサーの前提供クレジットが流れた後フジテレビ送出の映像に切り替わる。
  - エンディングは5秒のみ。初代の頃と全く変更なしで、ロゴも旧ロゴのまま。
- 三代目：1992.4.1 - 1997.3.29（『FNNスピーク』の二代目テーマ音楽として） 
  - オープニングは15秒。『FNNスピーク』側のオープニングの尺変更によりタイトルアニメーションが新たに制作された。ロゴ自体は二代目の頃とほぼ同じであるが、「WIDE NEWS」のフレーズは斜めに挿入されていたのが、真っ直ぐに挿入されており、同フレーズも含めバックが黄色に変更されている。
  - 平日のエンディングは5秒のみ。初代の頃と全く変更なしで、ロゴも旧ロゴのまま。但し提供コメントがなくなり、代わりに『FNNスピーク』エンディング用テーマ曲のエンド5秒がバックに流れていた。
  - 土曜版のエンディングは15秒。こちらはフルサイズでの提供クレジット及びコメントの後にエンドクレジットという形となっているが、エンドタイトルはなぜか「KTVワイドニュース&天気予報 終」となっていた。ロゴもここでしか見られないデザインとなっていた。BGMとしては『スピーク』エンディング用テーマ曲がフルサイズで流れていた。
- 四代目：1997.3.31 - 2001.3.31（不明）
  - オープニングは10秒（土曜は15秒だった頃あり）。『スピーク』側のオープニングの尺変更によりタイトルアニメーションが新たに制作され、さらにBGMも独自のものとなった。ロゴ自体は細部を除いては二代目の頃と全く変わらず（バックの色も同じに戻った）、「WIDE NEWS」のフレーズも斜め挿入に戻った。なお、平日と土曜日でオープニングの尺が異なる点については、タイトルアニメーションの速度を変えて調節していた。
  - エンディングは平日5秒、土曜15秒。形態は三代目の頃と変わっておらず、BGMのみが変更された（やはり土曜版で使われているのがフルサイズで、平日はそのエンド5秒のみが流れていた）。平日の初代ロゴも健在。
- 五代目：2001.4.2 - 2005.4.1（不明、テーマ曲は四代目と同一）
  - オープニングは10秒。12年ぶりにタイトルロゴがモデルチェンジ、太字でやや丸みを帯びたロゴに変更された（バックは銀、但し「KTV」「FNN」ロゴは金）。
  - 右上から赤線、左下から青線が流れ、それぞれ「KTV」「FNN」のロゴに変化。その後右上から「ワイド」、左下から「ニュース」が中央へワイプしてくる。なおこのロゴでは「WIDE NEWS」のフレーズはなくなっている。
  - エンディングはそれまで5秒だったのが15秒に統一された。廃止された土曜版同様にフルサイズでの提供クレジット及びコメントの後にエンドクレジットという形となっており、クレジットは「KTVワイドニュース FNN END」。それまでOPとEDで非統一性の見られたタイトルロゴも、このバージョンではオープニングと統一された。

## 放送時間の変遷
| 期間      | 期間      | 放送時間（JST） | 放送時間（JST） |
| 期間      | 期間      | 月曜-金曜       | 土曜            |
| --------- | --------- | --------------- | --------------- |
| 1982.4.1  | 1992.3.27 | 11:30 - 12:00   | （放送なし）    |
| 1992.3.30 | 1999.3.27 | 11:30 - 12:00   | 11:30 - 12:00   |
| 1999.3.29 | 2001.3.31 | 11:30 - 12:00   | 11:30 - 11:45   |
| 2001.4.2  | 2005.4.1  | 11:30 - 12:00   | （放送終了）    |

## 歴代キャスター
- 鈴木敏郎
- 岡本栄
- 杉山一雄
- 豊田康雄
- 関純子
- 中島優子
- 杉本なつみ、ほか